# Echinotheridion
Genre
Echinotheridion est un genre d'araignées aranéomorphes de la famille des Theridiidae.

## Distribution
Les espèces de ce genre se rencontrent en Amérique du Sud et en Macaronésie.

## Liste des espèces
Selon World Spider Catalog (version 16.0, 17/04/2015) :
- Echinotheridion andresito Ramírez & González, 1999
- Echinotheridion cartum Levi, 1963
- Echinotheridion elicolum Levi, 1963
- Echinotheridion gibberosum (Kulczyński, 1899)
- Echinotheridion levii Ramírez & González, 1999
- Echinotheridion lirum Marques & Buckup, 1989
- Echinotheridion otlum Levi, 1963
- Echinotheridion urarum Buckup & Marques, 1989
- Echinotheridion utibile (Keyserling, 1884)

## Publication originale
- Levi, 1963 : American spiders of the genus Achaearanea and the new genus Echinotheridion (Araneae, Theridiidae). Bulletin of the Museum of Comparative Zoology at Harvard College, no 129, p. 187-240 (texte intégral).